# Anguilla obscura
Anguilla obscura és una espècie de peix pertanyent a la família dels anguíl·lids.

## Descripció
- Pot arribar a fer 110 cm de llargària màxima (normalment, en fa 60).
- Nombre de vèrtebres: 102-108.[4][5]

## Alimentació
Menja sobretot peixos, crustacis i mol·luscs.

## Hàbitat
És un peix d'aigua dolça, salabrosa i marina; demersal; catàdrom i de clima tropical (2°N-27°S).

## Distribució geogràfica
Es troba des de l'oest de Nova Guinea i Queensland (Austràlia) fins a les illes de la Societat.

## Observacions
És inofensiu per als humans.